# Lincoln Phillips
Lincoln Abraham Phillips (Saint James; 4 de septiembre de 1941) es un exfutbolista trinitense que jugaba como portero. De 1988 a 1990 fue entrenador de los Maryland Bays, club de la American Soccer League.
En 1998 fue incluido en el “Salón de la Fama de Trinidad y Tobago” y en 2002 en el “Salón de la Fama del Fútbol Virginia-DC”.

## Trayectoria
Comenzó su carrera en casa en el Maple Club. En 1968 se traslada a los Estados Unidos para servir en Baltimore Bays.
Con Bays logró el cuarto puesto en la División Atlántica en su temporada de debut de la NASL, no llegando así a la parte final del torneo. Ese mismo año fue contratado por los Washington Darts para desempeñar el papel de jugador-entrenador, siendo así el primer entrenador de raza negra en dirigir un equipo estadounidense.
Con los Dardos ganó la American Soccer League de 1968 y repitió al año siguiente. En 1972 regresó a Baltimore Bays.
En 1974 pasó a los Baltimore Comets, con quienes alcanzó los cuartos de final, mientras que en la campaña siguiente solo logró el quinto y último lugar en la División Este.

## Clubes
| Club             | País              | Año       |
| ---------------- | ----------------- | --------- |
| Maple Club       | Trinidad y Tobago | 1960-1963 |
| Regiment         | Trinidad y Tobago | 1964-1967 |
| Baltimore Bays   | Estados Unidos    | 1968      |
| Washington Darts | Estados Unidos    | 1968-1971 |
| Baltimore Bays   | Estados Unidos    | 1972-1973 |
| Baltimore Comets | Estados Unidos    | 1974-1975 |

## Palmarés

### Títulos nacionales
| Título                 | Equipo           | País              | Año  |
| ---------------------- | ---------------- | ----------------- | ---- |
| Liga de Puerto España  | Maple Club       | Trinidad y Tobago | 1961 |
| Liga de Puerto España  | Maple Club       | Trinidad y Tobago | 1962 |
| Liga de Puerto España  | Maple Club       | Trinidad y Tobago | 1963 |
| Copa FA                | Maple Club       | Trinidad y Tobago | 1963 |
| American Soccer League | Washington Darts | Estados Unidos    | 1968 |
| American Soccer League | Washington Darts | Estados Unidos    | 1969 |